# Districtul Port Glaud
Port Glaud este un district  în Seychelles, situat pe insula Mahé, dar care include și insulițele Thérèse și Conception. Se presupune că denumirea de Glaud provine de la cel al unui căpitan care ar fi ancorat aici în secoul al XVIII-lea. 
Districtul găzduiește și Parcul Național Maritim Port Launay.